# Вапеник
Вапеник (на словашки: Vápeník) е село в северноизточна Словакия, в Прешовски край, в окръг Свидник. Според Статистическа служба на Словашката република към 31 декември 2021 г. селото има 39 жители.
Разположено е на 360–667 m надморска височина, на ок. 13 km северно от Свидник. Площта му е 3,77 km². Кметът на селото е Ярослав Крайкович.